# Liczuny
Liczuny (lit. Ličiūnai) – wieś na Litwie, w okręgu wileńskim, w rejonie wileńskim, w gminie Podbrzezie, przy drodze magistralnej A14.

## Historia
W Rzeczypospolitej Obojga Narodów leżały w województwie wileńskim, w powiecie wileńskim. Były własnością kapituły wileńskiej, następnie przekazaną przez biskupa wileńskiego Konstantego Kazimierza Brzostowskiego dominikanom obserwantom. Odpadły od Polski w wyniku III rozbioru.
W XIX i w początkach XX w. położone były w Rosji, w guberni wileńskiej, w powiecie wileńskim. Po I wojnie światowej pod administracją polską, w Zarządzie Cywilnym Ziem Wschodnich. W latach 1920–1922 w składzie Litwy Środkowej.
Od 11 kwietnia 1922 leżały w Polsce, w województwie wileńskim, w powiecie wileńsko-trockim, w gminie Podbrzezie, w pobliżu granicy z Litwą. W 1931 miejscowość liczyła 136 mieszkańców, zamieszkałych w 24 budynkach.
Po II wojnie światowej w granicach Związku Sowieckiego. Od 1991 na niepodległej Litwie.

## Ludzie związani z miejscowością
- Zdzisław Karkowski – polski inżynier elektryk; urodzony w Liczunach